# Почётный сотрудник госбезопасности
«Почётный сотрудник госбезопасности» — высшая ведомственная награда в органах госбезопасности СССР. Последние награждения этим знаком производились в 1991 году. За период существования награды ею отмечено 7375 человек.

## История

### Почётный знак ВЧК-ГПУ
Первой высшей ведомственной наградой в органах госбезопасности стал «Почётный знак ВЧК-ГПУ», утверждённый в июле 1923 года Коллегией ОГПУ. Хотя данный знак был учреждён к 5-летию органов ВЧК-ГПУ, он не считался юбилейной наградой, и награждения этим знаком производились до 1932 года включительно. Почти 800 человек стали его кавалерами. Награждённым знаком присваивалось звание «Почётный работник ВЧК-ГПУ». Знаком № 1 был награждён председатель ГПУ Феликс Дзержинский, № 2 — член Коллегии и начальник Восточного отдела ГПУ Яков Петерс, № 3 — начальник спецотделения при Коллегии ГПУ, начальник охраны В. И. Ленина А. Я. Беленький.
В ноябре 1932 года к 15-летию органов ВЧК-ОГПУ был утверждён новый нагрудный «Почётный знак ВЧК-ГПУ» в качестве высшей награды для органов и войск ОГПУ. Вручался он вплоть до 1940 года. Кавалеры этого знака также именовались «Почётными работниками ВЧК-ГПУ».

### Заслуженный работник НКВД
В 1940 году на смену званию «Почётный работник ВЧК-ГПУ» пришло звание «Заслуженный работник НКВД». Этим знаком награждались сотрудники органов и войск НКВД СССР, а также НКГБ СССР и органов СМЕРШ НКО СССР и СМЕРШ НКВМФ СССР после разделения Наркомата внутренних дел СССР на НКВД СССР и НКГБ СССР и преобразования Управлений особых отделов НКВД СССР в органы СМЕРШ.

### Почётный сотрудник госбезопасности
13 марта 1954 года Указом Президиума Верховного Совета СССР был образован Комитет государственной безопасности при Совете Министров СССР. В декабре 1957 года в связи с празднованием 40-летия ВЧК-КГБ был утверждён новый нагрудный знак «Почётный сотрудник госбезопасности» в целях поощрения генералов, офицеров и сержантов органов КГБ при СМ СССР, отлично выполняющих оперативные задания, проявляющих высокую бдительность, инициативу в работе и образцово соблюдающих воинскую дисциплину. Приказ об учреждении знака подписал Председатель КГБ генерал армии И. А. Серов. В положении о знаке отмечалось, что он «является наградой для особо отличившихся работников органов государственной безопасности». Последние награждения этим знаком производились в 1991 году.

## Иные награды системы госбезопасности
Существовали также памятные нагрудные знак «7 лет ВЧК-ГПУ Крыма» и «В ознаменование 10-летнего существования органов ВЧК-ОГПУ».

## Галерея
- Репродукция грамоты о присвоении Феликсу Эдмундовичу Дзержинскому звания Почётного чекиста, 1922 год
- Удостоверения к нагрудным знакам КГБ.
- Почётный знак ВЧК-ГПУ
 (к 5-летию ВЧК-ГПУ, 1922 г.)
- Почётный знак ВЧК-ГПУ
 (к 15-летию ВЧК-ГПУ, 1932 г.)
- Нагрудный знак заслуженного работника НКВД (1940 г.)
- Грамота к нагрудному знаку «Заслуженный работник НКВД» (1942 г.)